# Maria Anna Giuseppa di Baviera
Maria Anna Giuseppa di Baviera (Maria Anna Josepha Augusta; Monaco di Baviera, 7 agosto 1734 – Monaco di Baviera, 7 maggio 1776) fu una duchessa di Baviera per nascita e margravina di Baden-Baden per matrimonio. Era soprannominata salvatrice della Baviera. È anche nota come Maria Giuseppa ed è talvolta designata come Duchessa di Baviera.

## Biografia
Maria Anna Giuseppa nacque al Castello di Nymphenburg nel 1734. Era la quintogenita di Carlo Alberto, Elettore di Baviera (in seguito Imperatore del Sacro Romano Impero) e di sua moglie Maria Amalia d'Austria. Fu battezzata con i nomi di Maria Anna Josepha Augusta. Membro del Casato di Wittelsbach, sovrani dell'Elettorato di Baviera, fu designata Duchessa di Baviera.
Sposò Luigi Giorgio di Baden-Baden, il regnante Margravio di Baden-Baden e figlio di Luigi Guglielmo di Baden-Baden e di sua moglie Sibilla di Sassonia-Lauenburg, quest'ultima fu la reggente di Baden-Baden durante la minore età di Luigi Giorgio. La coppia si sposò al castello di Ettlingen in Baden il 20 luglio 1755; la sposa aveva 20 anni, lo sposò 53. La coppia non ebbe figli.
Suo marito era stato in precedenza sposato con la Principessa Maria Anna zu Schwarzenberg da cui aveva avuto quattro figli di cui solo una figlia femmina, Elisabetta, era sopravvissuta, ma che non era, tuttavia, utile alla successione. Maria Anna era l'unica figlia femmina del principe Adamo Francesco Carlo di Schwarzenberg e della Principessa Eleonore di Lobkowicz.
Suo marito morì nel 1761 e gli successe il fratello Augusto Giorgio. In quanto tale, sua moglie la belga Maria Vittoria d'Arenberg diventò la donna più importante alla corte di Baden-Baden.
Maria Anna sviluppò un grande interesse per la diplomazia. Forgiò i legami con Federico II di Prussia al fine di proteggere il trono bavarese poiché suo fratello, Massimiliano III Giuseppe, era senza figli e temeva per la successione.
Da vedova, Maria Anna Giuseppa ritornò nella sua nativa Baviera dove morì al Castello di Nymphenburg a Monaco di Baviera. Fu sepolta nella Chiesa dei Teatini, il tradizionale luogo di sepoltura della famiglia reale bavarese.

## Ascendenza
|                                               |                      |                                             | Genitori                            |  |  | Nonni |  |  | Bisnonni                              |  |  | Trisnonni                           |  |
|                                               |                      |                                             |                                     |  |  |       |  |  | Ferdinando Maria, Elettore di Baviera |  |  | Massimiliano I, elettore di Baviera |  |
|                                               |                      |                                             |                                     |  |  |       |  |  | Ferdinando Maria, Elettore di Baviera |  |  | Massimiliano I, elettore di Baviera |  |
|                                               |                      | Maria Anna d'Austria                        |                                     |  |  |       |  |  | Ferdinando Maria, Elettore di Baviera |  |  |                                     |  |
| Massimiliano II Emanuele, Elettore di Baviera |                      |                                             |                                     |  |  |       |  |  | Ferdinando Maria, Elettore di Baviera |  |  |                                     |  |
|                                               |                      | Enrichetta Adelaide di Savoia               | Vittorio Amedeo I, Duca di Savoia   |  |  |       |  |  |                                       |  |  |                                     |  |
|                                               |                      | Enrichetta Adelaide di Savoia               | Vittorio Amedeo I, Duca di Savoia   |  |  |       |  |  |                                       |  |  |                                     |  |
|                                               |                      | Enrichetta Adelaide di Savoia               | Cristina di Francia                 |  |  |       |  |  |                                       |  |  |                                     |  |
| Carlo VII, Imperatore del Sacro Romano Impero |                      | Enrichetta Adelaide di Savoia               |                                     |  |  |       |  |  |                                       |  |  |                                     |  |
|                                               |                      | Giovanni III Sobieski                       | Jakub Sobieski                      |  |  |       |  |  |                                       |  |  |                                     |  |
|                                               |                      | Giovanni III Sobieski                       | Jakub Sobieski                      |  |  |       |  |  |                                       |  |  |                                     |  |
|                                               |                      | Giovanni III Sobieski                       | Zofia Teofillia Daniłowicz          |  |  |       |  |  |                                       |  |  |                                     |  |
| Teresa Cunegonda Sobieska                     |                      | Giovanni III Sobieski                       |                                     |  |  |       |  |  |                                       |  |  |                                     |  |
|                                               |                      | Maria Casimira Luisa de la Grange d'Arquien | Henri Albert de La Grange d'Arquien |  |  |       |  |  |                                       |  |  |                                     |  |
|                                               |                      | Maria Casimira Luisa de la Grange d'Arquien | Henri Albert de La Grange d'Arquien |  |  |       |  |  |                                       |  |  |                                     |  |
|                                               |                      | Maria Casimira Luisa de la Grange d'Arquien | Françoise de la Châtre              |  |  |       |  |  |                                       |  |  |                                     |  |
| Maria Anna Giuseppa di Baviera                |                      | Maria Casimira Luisa de la Grange d'Arquien |                                     |  |  |       |  |  |                                       |  |  |                                     |  |
|                                               | Leopoldo I d'Asburgo | Ferdinando III d'Asburgo                    |                                     |  |  |       |  |  |                                       |  |  |                                     |  |
|                                               | Leopoldo I d'Asburgo | Ferdinando III d'Asburgo                    |                                     |  |  |       |  |  |                                       |  |  |                                     |  |
|                                               | Leopoldo I d'Asburgo | Maria Anna di Spagna                        |                                     |  |  |       |  |  |                                       |  |  |                                     |  |
| Giuseppe I d'Asburgo                          | Leopoldo I d'Asburgo |                                             |                                     |  |  |       |  |  |                                       |  |  |                                     |  |
|                                               |                      | Eleonora del Palatinato-Neuburg             | Filippo Guglielmo del Palatinato    |  |  |       |  |  |                                       |  |  |                                     |  |
|                                               |                      | Eleonora del Palatinato-Neuburg             | Filippo Guglielmo del Palatinato    |  |  |       |  |  |                                       |  |  |                                     |  |
|                                               |                      | Eleonora del Palatinato-Neuburg             | Elisabetta Amalia d'Assia-Darmstadt |  |  |       |  |  |                                       |  |  |                                     |  |
| Maria Amalia d'Austria                        |                      | Eleonora del Palatinato-Neuburg             |                                     |  |  |       |  |  |                                       |  |  |                                     |  |
|                                               |                      | Giovanni Federico di Brunswick-Lüneburg     | Giorgio di Brunswick-Lüneburg       |  |  |       |  |  |                                       |  |  |                                     |  |
|                                               |                      | Giovanni Federico di Brunswick-Lüneburg     | Giorgio di Brunswick-Lüneburg       |  |  |       |  |  |                                       |  |  |                                     |  |
|                                               |                      | Giovanni Federico di Brunswick-Lüneburg     | Anna Eleonora di Assia-Darmstadt    |  |  |       |  |  |                                       |  |  |                                     |  |
| Guglielmina Amalia di Brunswick-Lüneburg      |                      | Giovanni Federico di Brunswick-Lüneburg     |                                     |  |  |       |  |  |                                       |  |  |                                     |  |
|                                               |                      | Benedetta Enrichetta del Palatinato         | Edoardo del Palatinato-Simmern      |  |  |       |  |  |                                       |  |  |                                     |  |
|                                               |                      | Benedetta Enrichetta del Palatinato         | Edoardo del Palatinato-Simmern      |  |  |       |  |  |                                       |  |  |                                     |  |
|                                               |                      | Benedetta Enrichetta del Palatinato         | Anna Maria di Gonzaga-Nevers        |  |  |       |  |  |                                       |  |  |                                     |  |
|                                               |                      | Benedetta Enrichetta del Palatinato         |                                     |  |  |       |  |  |                                       |  |  |                                     |  |

## Titoli e trattamento
- 7 agosto 1734 - 20 luglio 1755 Sua Altezza Serenissima Maria Anna Giuseppa, Principessa di Baviera, Duchessa di Baviera
- 20 luglio 1755 - 22 ottobre 1761 Sua Altezza Serenissima La Margravina di Baden-Baden
- 22 ottobre 1761 - 7 maggio 1776 Sua Altezza Serenissima La Margravina Vedova di Baden-Baden